# Edwin Mills
Edwin Archer Mills (17 de mayo  de 1878 - 12 de noviembre de 1946) fue un atleta británico que compitió en el tira y afloja en los Juegos Olímpicos de Londres 1908, en los Juegos Olímpicos de Estocolmo 1912, y en los Juegos Olímpicos de Amberes 1920.
Formó parte del equipo británico de la Polícia de la ciudad de Londres, que ganó dos medallas de oro y una de plata en tres competiciones consecutivas del tira y afloja desde 1908 hasta 1920.